# Пшемислав Доманський
Пшеми́слав Дома́нський (пол. Przemysław Domański; *27 червня 1986, Варшава, Польща) — польський фігурист, що виступає у чоловічому одиночному фігурному катанні. Триразовий чемпіон першостей Польщі з фігурного катання (2006, 2007 і 2009 роки), учасник першостей Європи (найкращий результат — попадання у чільну 20-ку в 2009 році — 17-я позиція), світу (набільше досягнення — зміг відібратися на ЧС-2009 з фігурного катання для виконання довільної і зрештою посів 23-е місце), різноманітних міжнародних турнірів з фігурного катання тощо.
У сезоні 2009/2010 Пшемислав Доманський майже не виступав на міжнародних стартах, в тому числі на ЧЄ—2010 з фігурного катання його замінив колега по збірній Мацей Цєплуха, а от у олімпійському турнірі фігуристів-одиночників XXI Зимової Олімпіади (Ванкувер, Канада, 2010) участь узяв, втім виступив невдало і навіть не зміг пробитися у довільну, посівши зрештою 28-му позицію (із 30 учасників).
Живе і тренується в польському місті Катовицях (наставниця — Марія Домаґала).

## Спортивні досягнення
| Змагання                                           | 2001/2002 | 2002/2003 | 2003/2004 | 2004/2005 | 2005/2006 | 2006/2007 | 2007/2008 | 2008/2009 | 2009/2010 |
| -------------------------------------------------- | --------- | --------- | --------- | --------- | --------- | --------- | --------- | --------- | --------- |
| Зимові Олімпійські ігри                            |           |           |           |           |           |           |           |           | 28        |
| Чемпіонати світу з фігурного катання               |           |           |           |           |           | 33        |           | 23        |           |
| Чемпіонати Європи з фігурного катання              |           |           | 33        |           | 28        | 20        |           | 17        |           |
| Чемпіонати світу з фігурного катання серед юніорів |           | 23        | 16        | 14        |           |           |           |           |           |
| Чемпіонати Польщі з фігурного катання              | 2 J.      | 2 J.      | 1 J.      | 2         | 1         | 1         | 2         | 1         |           |
| Меморіали Карла Шефера                             |           |           |           | 15        |           | 10        |           |           |           |
| Турніри «Nebelhorn Trophy»                         |           |           |           |           | 17        | 11        | 10        | 14        |           |
| Турніри «Золотий ковзан Загреба»                   |           |           |           |           | 14        |           | 18        |           |           |
| Меморіали Карла Шефера                             |           |           |           |           |           |           |           |           | 9         |
| Турніри «Finlandia Trophy»                         |           |           | 10        |           |           |           |           |           | 14        |
| Зимові Універсіади                                 |           |           |           |           |           |           |           | 18        |           |

- J = Юніорський рівень